# Debra Sapenter
Debora Elaine „Debra” Sapenter (ur. 22 lutego 1952 w Prairie View) – amerykańska lekkoatletka specjalizująca się w biegach sprinterskich, uczestniczka letnich igrzysk olimpijskich w Montrealu (1976), srebrna medalistka olimpijska w biegu sztafetowym 4 × 400 metrów.

## Sukcesy sportowe
- dwukrotna mistrzyni Stanów Zjednoczonych w biegu na 400 metrów – 1974, 1975[1]

| Rok  | Miasto   | Zawody                   | Konkurencja                      | Wynik                    |
| ---- | -------- | ------------------------ | -------------------------------- | ------------------------ |
| 1975 | Meksyk   | Igrzyska panamerykańskie | bieg na 400 m sztafeta 4 × 400 m | srebrny medal            |
| 1976 | Montreal | Igrzyska olimpijskie     | sztafeta 4 × 400 m bieg na 400 m | srebrny medal 8. miejsce |

## Rekordy życiowe
- bieg na 200 metrów – 23,6 – College Park 07/08/1976
- bieg na 400 metrów – 51,23 – Montreal 26/07/1976